# 蝦夷地
蝦夷地（日语：えぞち）是日本江戶時代對於蝦夷人（今阿伊努人）居住之地的稱呼，與大和民族在松前一帶居住的「和人地」相對。以現在的北海道（南部的渡島半島除外）為中心，包含庫頁島與千島群島等地。古時也被稱為蝦夷國（えぞのくに）。
《通典》、《唐会要》、《太平御览》均記載，蝦夷國為東海中海島的小國。
 蝦夷國，海島中小國也。其使鬚長四尺，尤善弓矢。插箭於首，令人戴瓠而立，四十步射之，無不中者。大唐顯慶四年十月，隨倭國使人入朝。

15世紀至16世紀間，以渡島半島南部為勢力範圍的蠣崎氏，先後被當時實際統治日本的豐臣秀吉（關白、太閤）、德川家康（征夷大將軍）認可擁有對蝦夷地的支配權及貿易權。進入江戶時代後，蠣崎氏改名松前氏，並被列入大名、當主松前慶廣分封為松前藩，領有今日北海道南部的「和人地」以及餘下的蝦夷地。之後，北海道太平洋側與千島被命名為東蝦夷地、北海道日本海側與庫頁島則被稱為西蝦夷地。但東蝦夷地在1799年、西蝦夷地在1807年，先後被歸為幕府（松前奉行）的直轄地（天领）。1809年，庫頁島易名為「北蝦夷」。1821年，蝦夷地全境曾再度成為松前藩的領地，但是在1855年又再度納為幕府（箱館奉行）直轄地（天领）。
明治2年（1869年）8月15日發布的太政官布告中，蝦夷地被改名為北海道、北蝦夷地改名為樺太。

## 外部連結
- 虾夷、库页岛和千岛群岛的地图 （页面存档备份，存于）, 1854